# Maceration
Maceration användes förr angående utlösning av ett ämne ur en drog genom inverkan av någon vätska; urlakning. Synonymt har maceration ibland avsett upplösning genom förruttning av animalier.
Inom vinframställning används begreppet maceration (eller skalmaceration) på ett likartat sätt. Den franska vintermen macération carbonique syftar på tekniken att låta jäsa okrossade druvor i en syrefri tank. Termen beskriver en urlakning av smak- och färgämnen ur druvskalen och druvkärnorna, samtidigt som jäsning sker.
Maceration är särskilt viktigt vid framställning av rött vin, eftersom druvornas färgämnen sitter i skalen. En typisk macerationstid för ett rött vin är flera dagar. Anledningen till att jäsning och maceration sker samtidigt, och att macerationen tar så pass lång tid, är att den alkohol som successivt bildas vid jäsningen bidrar till urlakning av ämnen som har låg löslighet i vatten.
Vid ciderframställning innebär begreppet att den krossade äppelmassan får stå och vila, oftast upp till ett dygn, innan pressning till must. Under macereringen oxiderar äppelkrosset och smakämnen, såsom de eftertraktade sträva tanninerna, frigörs ur skalet. Macereringen medför också olika enzymatiska processer, varav den viktigaste är att pektolas bryter ner kolhydraten pektin i cellväggarna, så att äppelkrosset saftar sig och ger mer must.

## Läkekonst
Maceration kan medicinskt syfta på en förändring av en vävnad hos en organism som befinner sig i en fuktig miljö utan påverkan från mikroorganismer. Detta sker exempelvis i hud under tätt åtsittande förband eller plåster. Under processen skiljs celler åt från varandra, vilket leder till en uppmjukning av vävnaden. Maceration sker även när en brännskada är under utläkning. Processen kan även användas för att skilja vävnadsceller åt inför en mikroskopisk undersökning eller för att avlägsna mjukdelar hos ett skelett som ska konserveras.
Macererad hud är uppluckrad, blek, förtjockad och/eller skrynklig och är i stadiet innan avlossning.

## Biologi
I biologisk forskning är macereringsvätska en blandning av ättiksyra och saltsyra som mjukar upp cellväggarna hos växter. Den används till exempel vid laborationer för att i mikroskop kunna se olika stadier av mitos, bland annat inom forskning.